# 迈焦索
迈焦索，是匈牙利包尔绍德-奥包乌伊-曾普伦州所辖的一个村。总面积53.42平方公里，总人口2804，人口密度52.5人/平方公里（2011年1月1日）。